# Hoboken (Antwerpen)

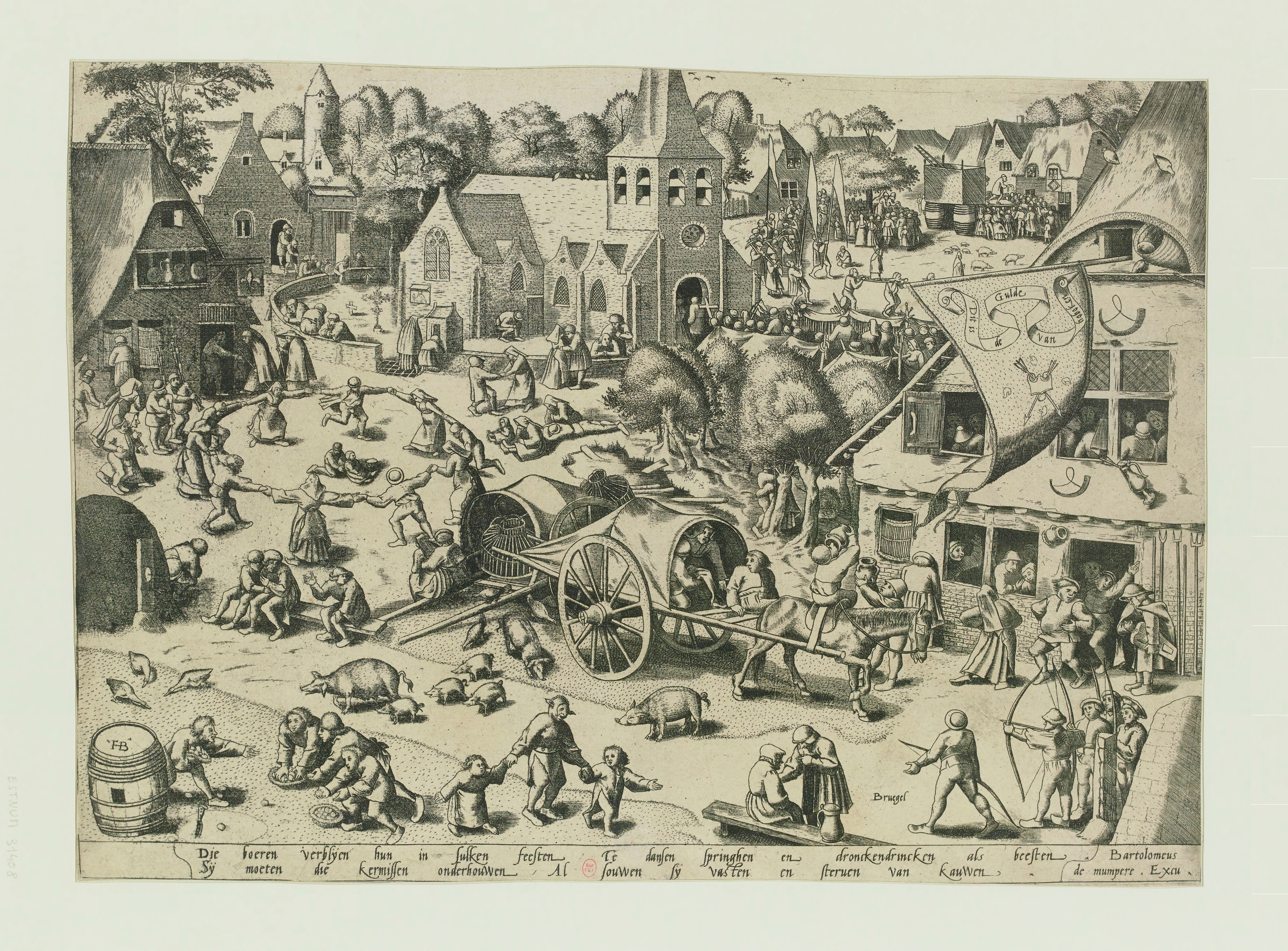
Pieter Breugel de Oude - Kermis te Hoboken circa 1559

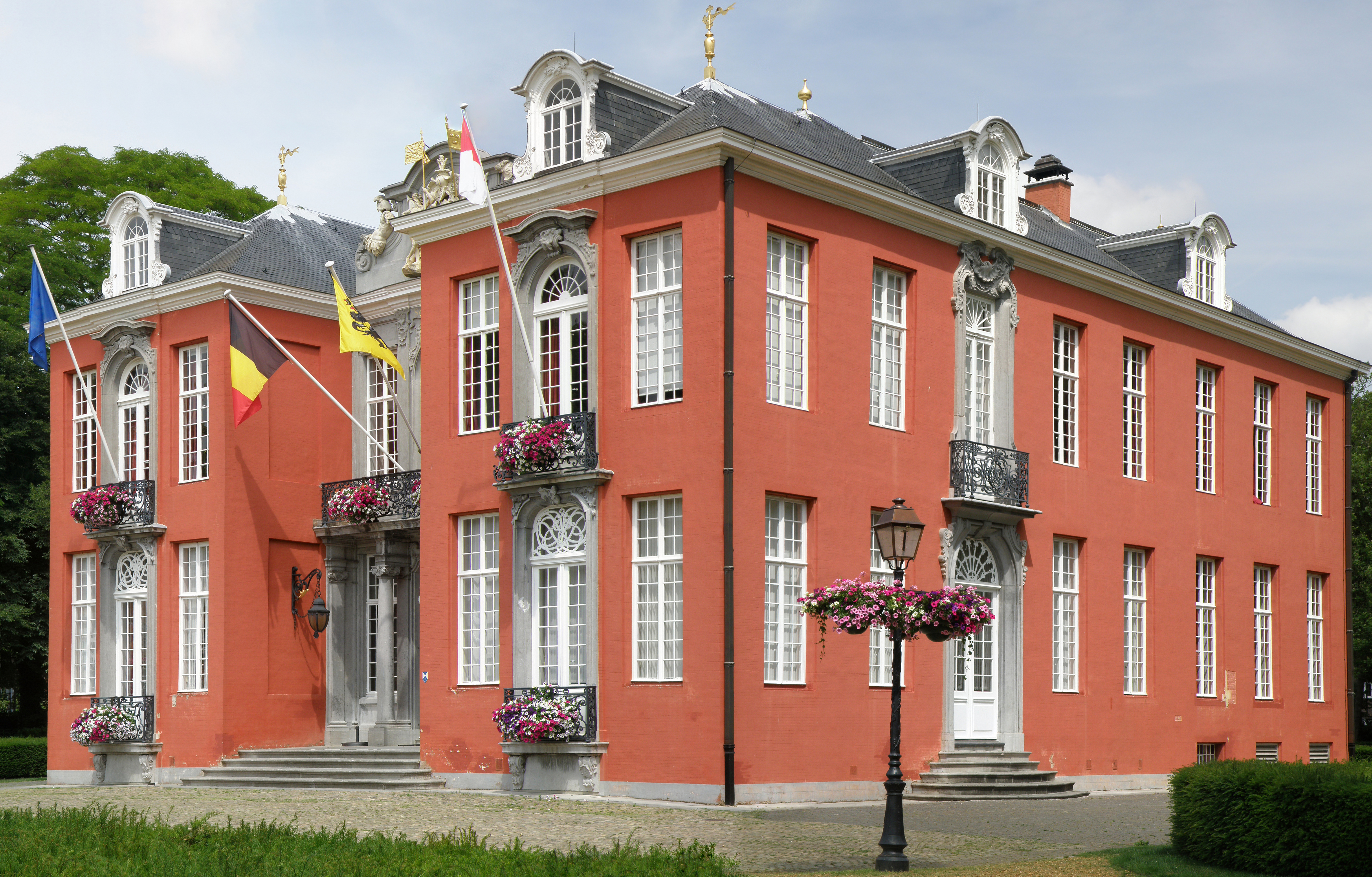
Kasteel Sorghvliedt

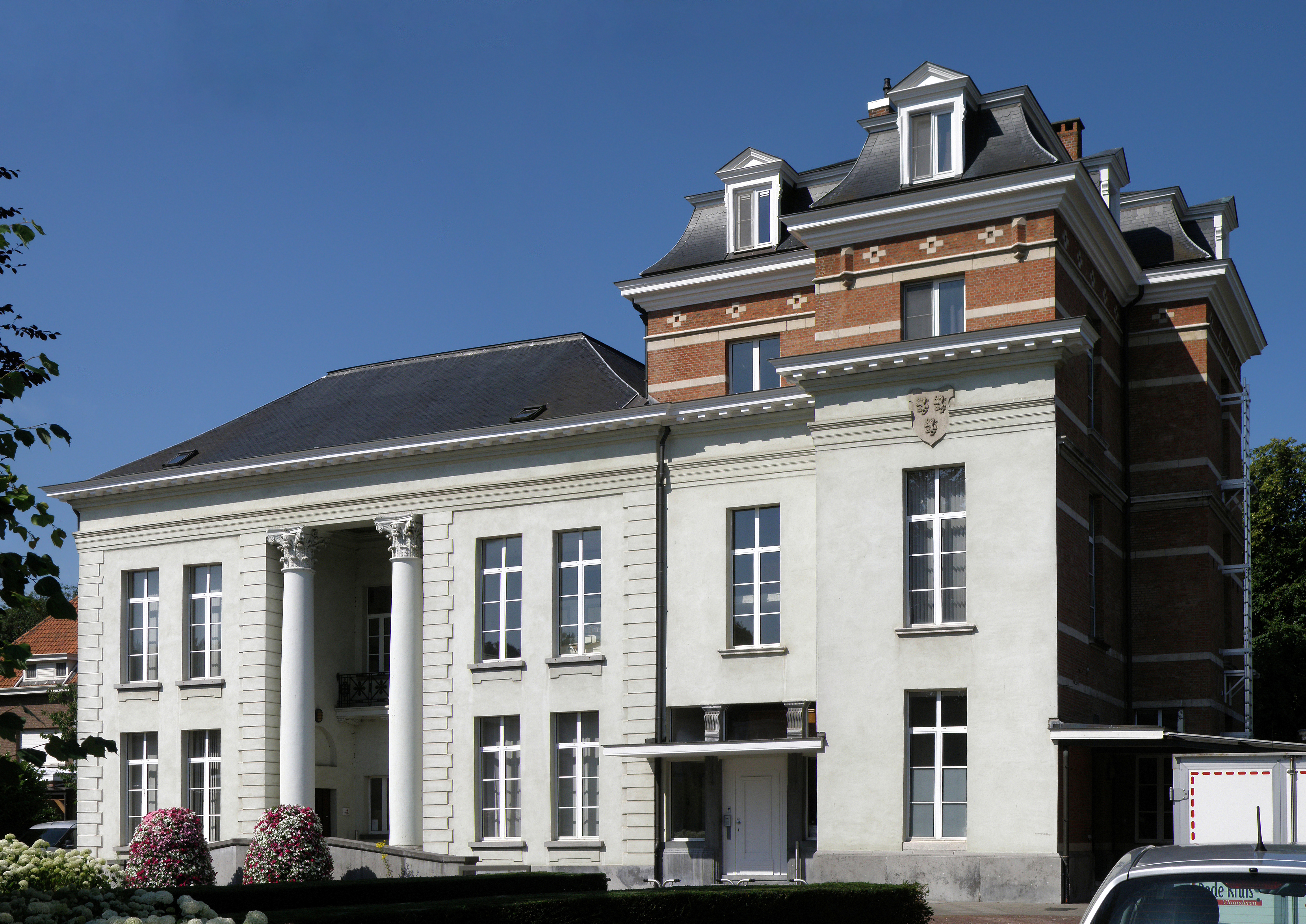
Kasteel Broydenborg

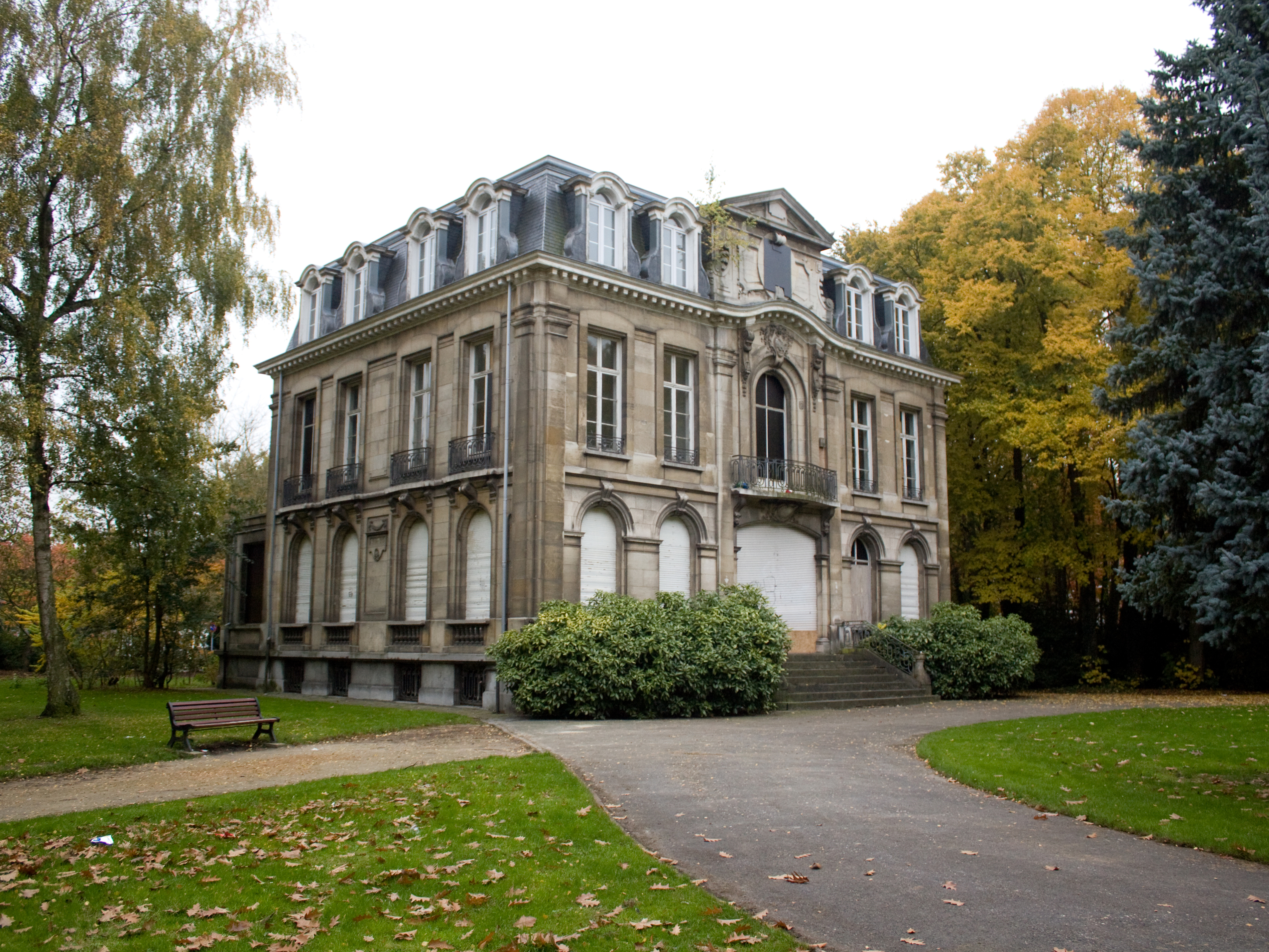
Het Meerlenhof

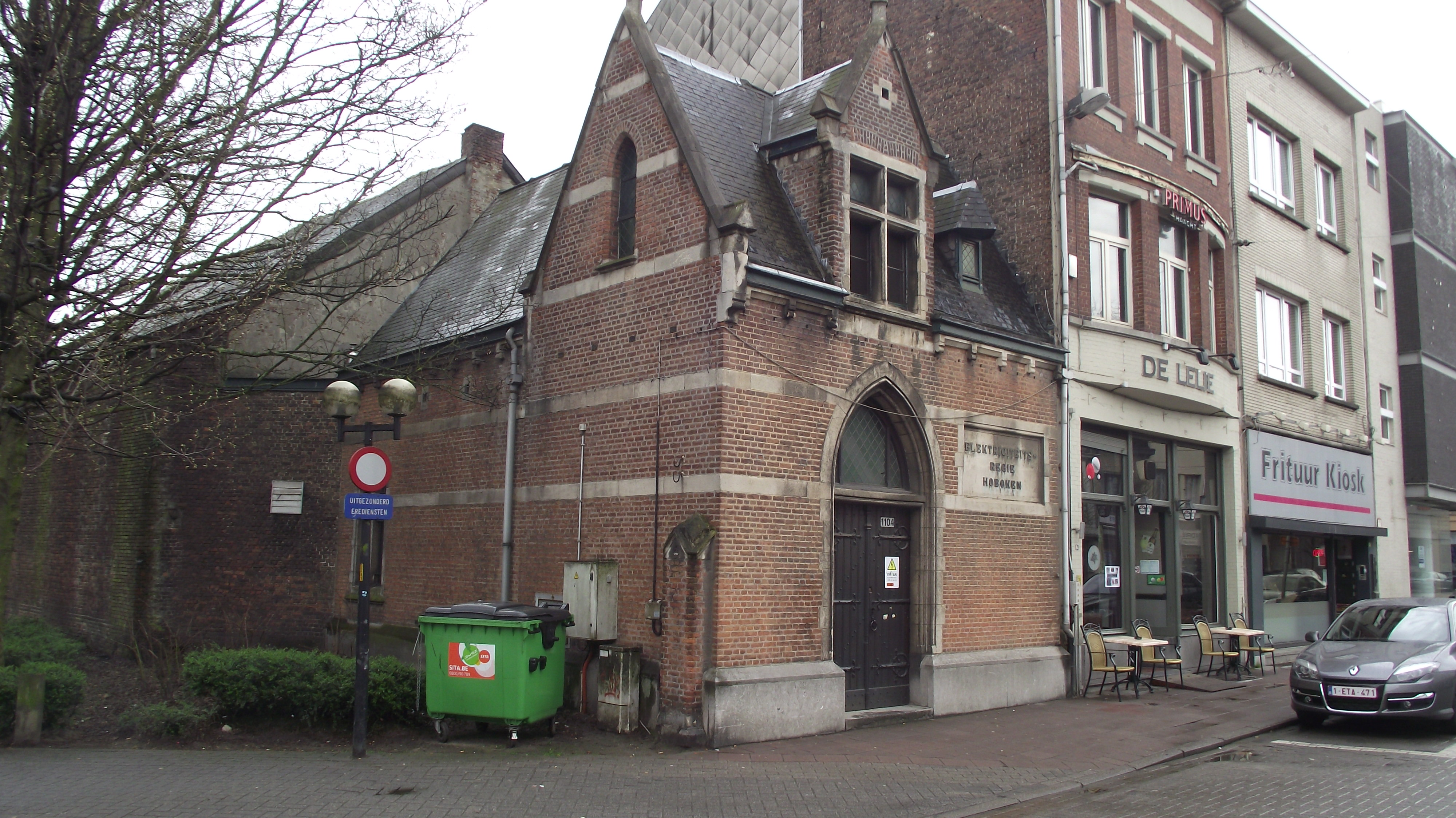
Elektriciteitscentrale op de kioskplaats

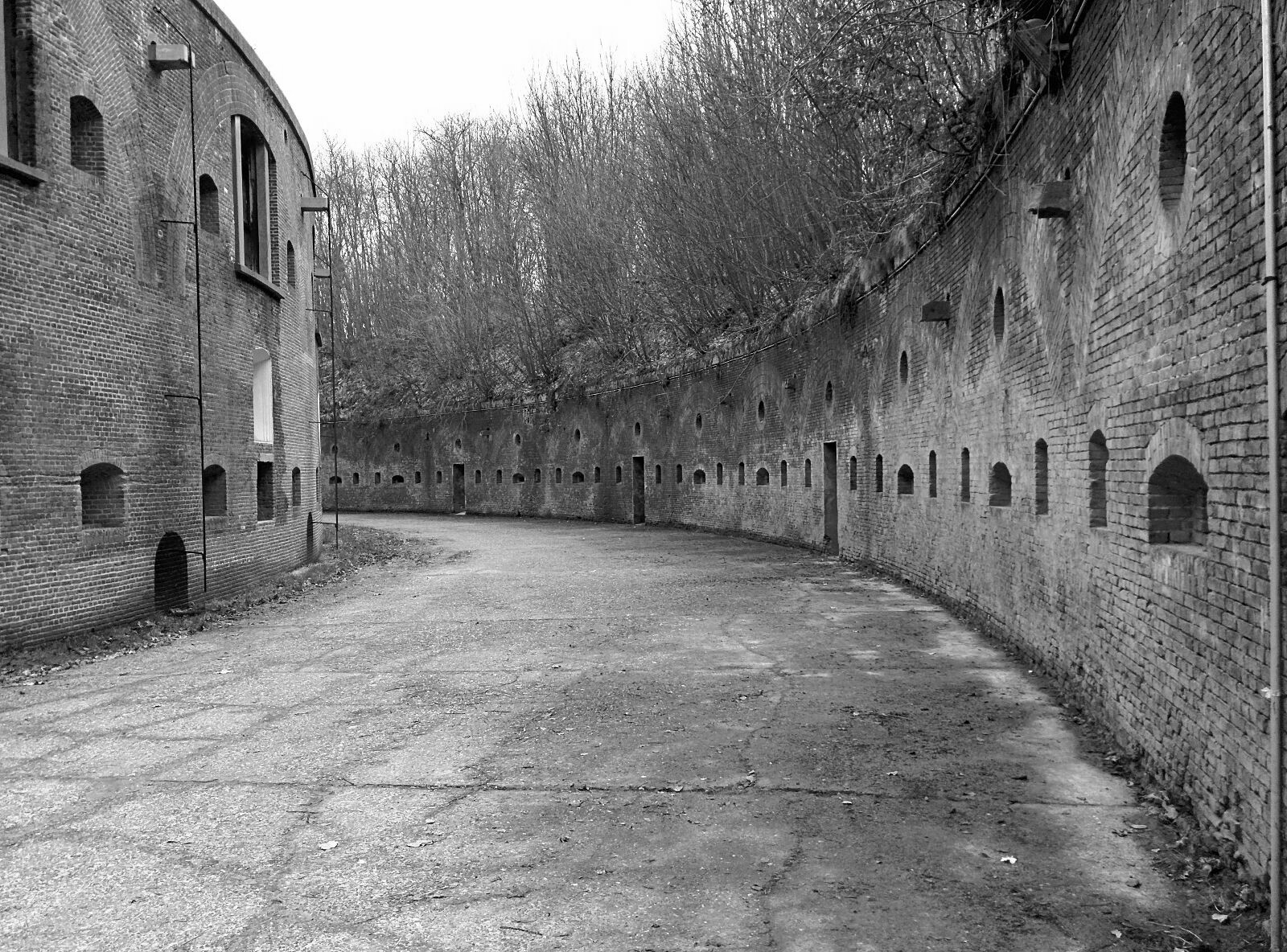
Fort 8

Hoboken is een plaats in België en een district van de stad Antwerpen. Hoboken is gelegen ten zuidwesten van Antwerpen tegen de Schelde en is gekend voor zijn industrie, met als bekendste naam Umicore. In de media wordt Hoboken, evenals het er ten oosten van gelegen Wilrijk, het zuiderdistrict genoemd.

## Naamgeving
De naam Hoboken is samengesteld uit twee bestandsdelen: Ho en boken. Ho is een afkorting van Hoog, boken komt van het Middelnederlandse boeken, wat tegenwoordig beuken heet. Hoboken betekent dus Hoge Beuken, bomen die de gemeente al eeuwenlang sieren. Naar de Hoge Beuken is het ziekenhuis van Hoboken genoemd.
Schertsend wordt Hoboken ook wel "het dorp waar de boeren stront koken" genoemd, oftewel het "strontdorp" van de "strontboeren" of "strontkokers". Dit komt tot uiting in het plaatselijke liedje: Wie pakt er den bak en wie rijdt er om kak? Strontboeren!.
In de volksmond vertelt men ook het verhaal van hoe de naam "Hoboken" vroeger was ontstaan. De toenmalige burgemeester had een naam nodig voor zijn gemeente, maar vond geen inspiratie. Totdat hij aan tafel zat en zijn dochter haar boterham liet vallen en zei: Ho, boke!. Dit werd dan: Hoboken.

## Geschiedenis
De eerste vermelding van (de parochie) Hoboken dateert van 1135 als capellam de hobuechen qua libam. Hoboken was toen nog een onooglijk gehucht van Wilrijk in het hertogdom Brabant. Vanaf de 13e eeuw was Hoboken een heerlijkheid, bestuurd door de heren van het het land van Rumst. De heersende families waren, achtereenvolgens: van Perwijs, van Vianden en (in de 14e eeuw): van Coucy, van Béthune; in de 14e eeuw: van Bar, van Luxemburg en van Nassau. In 1559 werd de heerlijkheid, en het gehele Land van Rumst, door Willem van Oranje verkocht aan Melchior Schetz. Diens nazaten bleven heren van Hoboken tot het einde van het ancien régime. In 1600 werden ze verheven tot baron, vanaf 1617 namen ze de naam d'Ursel aan en in 1683 werden ze verheven tot graaf. In 1717 kregen ze de hertogstitel.
Hoboken werd meerdere malen verwoest, zoals tijdens het Beleg van Antwerpen (1584-1585). Van 1582-1584 werd de Hobokense Polder geïnundeerd en ook Hollandse troepen richtten ravage aan.
Hoboken bleef lang een landelijke gemeente. In de 18e eeuw werden de woeste gronden in het oosten ontgonnen en vanaf de 16e eeuw was er in het westen aan de Schelde sprake van baksteenindustrie. Verder bestond vanaf de 16e eeuw enige havenactiviteit, namelijk aan de Kille. Deze verzandde echter in de loop van de 19e eeuw en werd in 1925 afgesloten. Vanaf de 17e eeuw ontstonden hier buitenverblijven. Van het 25-tal van deze verblijven is er nog een viertal (Broydenborg, Gravenhof, Meerlenhof en Sorgvliedt) overgebleven.
Van 1657-1784 bestond hier ook het klooster van de Birgittijnen, met een kapel waarin het Kruis van de Zwarte God werd vereerd, dat in 1180 in de Kille aangespoeld zou zijn en als miraculeus werd aangezien.
Een keerpunt in de geschiedenis van Hoboken is de oprichting van Cockerill Yards in 1873. Deze ging failliet in 1982. In 1885 werd een wolkammerij gesticht die tot 1970 in bedrijf was. In 1887 volgde Metallurgie Hoboken, later bekend als Umicore. In 1877-1879 werden spoorlijnen aangelegd.
Dit alles ging gepaard met een aanzienlijke bevolkingstoename, die leidde tot tal van woonwijken, waaronder Moretusburg (vanaf 1921) en Polderstad (vanaf 1974).
De gemeente Hoboken werd op 1 januari 1983 opgeheven. Hoboken werd een Antwerps district.

## Geografie

### Ligging
De natuurlijke grenzen van Hoboken, vier waterlopen, vormen tot op de dag van vandaag de grens.
- De grens in het noorden tussen Hoboken en Antwerpen wordt gevormd door de Halve Beek.
- In het oosten wordt de grens met Wilrijk door de Hollebeek gevormd.
- In het zuiden loopt de Winterbeek die de grens met Hemiksem vormt.
- De Schelde in het westen is de grens met Kruibeke.

### Dorpsindeling
Administratief wordt Hoboken ingedeeld in de volgende wijken:
- Hoboken Centrum
- Hoboken Noord
- Hoboken West
- Hoboken Zuid-Oost

De volgende wijkbenamingen zijn gebruikelijk:
Ten oosten van de spoorweg:
- Hoboken-centrum: de Kioskplaats en omgeving.
- Hertog van Brabant: wijk waar voorheen het Hof van Brabant lag, grofweg de Hertog van Brabantlei, de Leopoldslei en de Maria Henriëttalei.
- Vogeltjeswijk: omgeving rond het Meerlenhof met onder andere de Nachtegaallaan en de Distelvinklaan.
- Zwaantjes: grens met Wilrijk waar de Hollebeek via een vijver de Sint-Bernardsesteenweg kruiste. Hier was een gelijknamige brouwerij gevestigd dat de wijk zijn naam gaf.

Ten westen van de spoorweg:
- Moretusburg: (bij oud station Hoboken-Kapelstraat) ten zuiden van de Kapelstraat. Meerdere straten verdwenen na het aanleggen van een groene bufferzone door Umicore. Dit waren Curiestraat, Wolplein, Edisonstraat, Karel van de Woestijnestraat, Standbeeldstraat, Achturendagstraat, Constantijn Meunierplein en Scheldevrijstraat.
- Hertogvelden: (bij oud station Hoboken-Kapelstraat) ten noorden van de Kapelstraat.
- Polderstad: in de jaren 70 aangelegde wijk (bij station Hoboken-Polder) ten noorden in het groen van de Hobokense Polder waarbij de Scheldelei in het verlengde van de Berkenrodelei ligt.

## Demografie

### Demografische ontwikkeling tot de fusie
- Opmerking:resultaten volkstellingen op 31/12 tot en met 1970 + 01/01/1980 + 31/12/1982

### Demografische ontwikkeling als district
| Jaar                                         | 2007   | 2008   | 2009   | 2010   | 2011   | 2012   | 2013   | 2014   | 2015   | 2016   | 2017   | 2018   | 2019   | 2020   |
| -------------------------------------------- | ------ | ------ | ------ | ------ | ------ | ------ | ------ | ------ | ------ | ------ | ------ | ------ | ------ | ------ |
| Inwonertal                                   | 34.542 | 34.862 | 35.170 | 35.550 | 36.244 | 37.283 | 37.464 | 37.945 | 37.805 | 38.157 | 38.595 | 39.491 | 40.333 | 40.786 |
| Opmerking:gegevens Antwerpen Stad in cijfers |        |        |        |        |        |        |        |        |        |        |        |        |        |        |

## Politiek

### Structuur
Het district Hoboken maakt deel uit van de stad Antwerpen. Deze ligt in het kieskanton Antwerpen is identiek aan het provinciedistrict Antwerpen en ligt in het kiesarrondissement Antwerpen en de kieskring Antwerpen.
| Hoboken          | Hoboken          | Supranationaal         | Nationaal                         | Nationaal           | Gemeenschap         | Gewest              | Provincie           | Arrondissement  | Provinciedistrict | Kanton          | Gemeente        | District         |
| ---------------- | ---------------- | ---------------------- | --------------------------------- | ------------------- | ------------------- | ------------------- | ------------------- | --------------- | ----------------- | --------------- | --------------- | ---------------- |
| Administratief   | Niveau           | Europese Unie          | België                            | België              | Vlaanderen          | Vlaanderen          | Antwerpen           | Antwerpen       | Antwerpen         | Antwerpen       | Antwerpen       | Hoboken          |
| Administratief   | Bestuur          | Europese Commissie     | Belgische regering                | Belgische regering  | Vlaamse regering    | Vlaamse regering    | Deputatie           | Deputatie       | Deputatie         | Deputatie       | Gemeentebestuur | Districtscollege |
| Administratief   | Raad             | Europees Parlement     | Kamer van volksvertegenwoordigers | Vlaams Parlement    | Vlaams Parlement    | Vlaams Parlement    | Provincieraad       | Provincieraad   | Provincieraad     | Provincieraad   | Gemeenteraad    | Districtsraad    |
| Kiesomschrijving | Kiesomschrijving | Nederlands Kiescollege | Kieskring Antwerpen               | Kieskring Antwerpen | Kieskring Antwerpen | Kieskring Antwerpen | Kieskring Antwerpen | Antwerpen       | Antwerpen         | Antwerpen       | Antwerpen       | Hoboken          |
| Verkiezing       | Verkiezing       | Europese               | Federale                          | Federale            | Vlaamse             | Vlaamse             | Provincieraads-     | Provincieraads- | Provincieraads-   | Provincieraads- | Gemeenteraads-  | Districtsraads-  |

#### Districtscollege
| Districtscollege    | Districtscollege                                                                                      |
| ------------------- | --- |
| Districtsvoorzitter | Kathelijne Toen (N-VA)                                                                                |
| Districtschepenen   | 1. Carine Leys (N-VA) 2. Sandra Geeraert (Vooruit) 3. Robby Cardinas (N-VA) 4. Betty Van Dyck (Groen) |

#### Districtsraad
De Hobokense districtsraad telde 21 zetels tijdens de legislaturen 2001-2006 en 2007-2012, 23 zetels tijdens de legislaturen 2013-2018 en 2019-2024 en 25 zetels vanaf 2025.
De districtsraad heeft beslissingsbevoegdheid over sport-, jeugd-, cultuur- en seniorenbeleid. Ook over de communicatie van het district, de feestelijkheden en een gedeelte van de straat- en groenwerken kan de districtsraad beslissingen nemen. Over de andere domeinen kan de districtsraad adviezen geven.

### Geschiedenis

#### Voormalige burgemeesters en districtsvoorzitters
Zie: Lijst van burgemeesters van Hoboken

#### Resultaten districtraadsverkiezingen sinds 2000
Op 8 oktober 2000 werden de eerste districtsraadsverkiezingen voor het Antwerpse district Hoboken gehouden.
| Partij of kartel     | Partij of kartel                                   | 8-10-2000 | 8-10-2000 | 8-10-2006 | 8-10-2006 | 14-10-2012 | 14-10-2012 | 14-10-2018 | 14-10-2018 | 13-10-2024 | 13-10-2024 |
| Stemmen / Zetels     | Stemmen / Zetels                                   | %         | 21        | %         | 21        | %          | 23         | %          | 23         | %          | 25         |
| -------------------- | -------------------------------------------------- | --------- | --------- | --------- | --------- | ---------- | ---------- | ---------- | ---------- | ---------- | ---------- |
|                      | PVDA1 / PVDA+2                                     | 6,781     | 1         | 8,272     | 2         | 16,402     | 4          | 14,71      | 3          | 26,21      | 7          |
|                      | SP1/ sp.a-spirit2/ sp.a-GroenA/ sp.a3/ Vooruit4    | 21,301    | 5         | 26,672    | 6         | 20,81A     | 3          | 12,83      | 3          | 13,04      | 3          |
|                      | Agalev1/ Groen!2/ sp.a-GroenA/ Groen3              | 6,811     | 1         | 3,662     | 0         | 20,81A     | 2          | 12,03      | 3          | 7,33       | 2          |
|                      | VLD1/ VLD-Vivant2/ Open Vld3                       | 11,631    | 3         | 6,432     | 1         | 5,123      | 1          | 2,83       | 0          | -          |            |
|                      | CVP1/ CD&V-N-VAB/ CD&V2                            | 11,561    | 2         | 10,53B    | 2         | 6,142      | 1          | 6,52       | 1          | 4,72       | 1          |
|                      | VU-ID1/ CD&V-N-VAB/ N-VA2                          | 3,461     | 0         | 10,53B    | 2         | 35,652     | 8          | 32,52      | 8          | 29,22      | 8          |
|                      | Vlaams Blok1/ Vlaams Belang-VLOTT2/ Vlaams Belang3 | 37,351    | 9         | 41,032    | 10        | 15,893     | 4          | 14,82      | 4          | 16,12      | 4          |
|                      | Team Fouad Ahidar                                  | -         |           | -         |           | -          |            | -          |            | 3,4        | 0          |
|                      | D-SA                                               | -         |           | -         |           | -          |            | 4,0        | 1          | -          |            |
|                      | Hoboken Vrij                                       | -         |           | 3,40      | 0         | -          |            | -          |            | -          |            |
|                      | Vivant                                             | 1,62      | 0         | -         |           | -          |            | -          |            | -          |            |
|                      | WOW                                                | 1,11      | 0         | -         |           | -          |            | -          |            | -          |            |
| Totaal stemmen       | Totaal stemmen                                     | 21446     | 21446     | 22566     | 22566     | 22110      | 22110      | 23566      | 23566      | 14608      | 14608      |
| Opkomst %            | Opkomst %                                          | 91,47     | 91,47     |           |           | 89,59      | 89,59      | 91,7       | 91,7       | 56,9       | 56,9       |
| Blanco en ongeldig % | Blanco en ongeldig %                               | 3,66      | 3,66      | 4,05      | 4,05      | 3,55       | 3,55       | 4,1        | 4,1        | 1,4        | 1,4        |

De vetjes gedrukte getallen vormen de hieruit onderhandelde bestuursmeerderheid. De grootste partij wordt in kleur weergegeven.

## Bezienswaardigheden

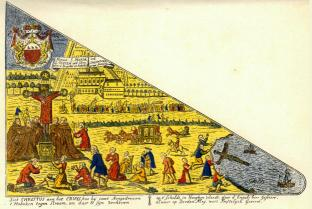
Bedevaartvaantje van het Heilig Kruis

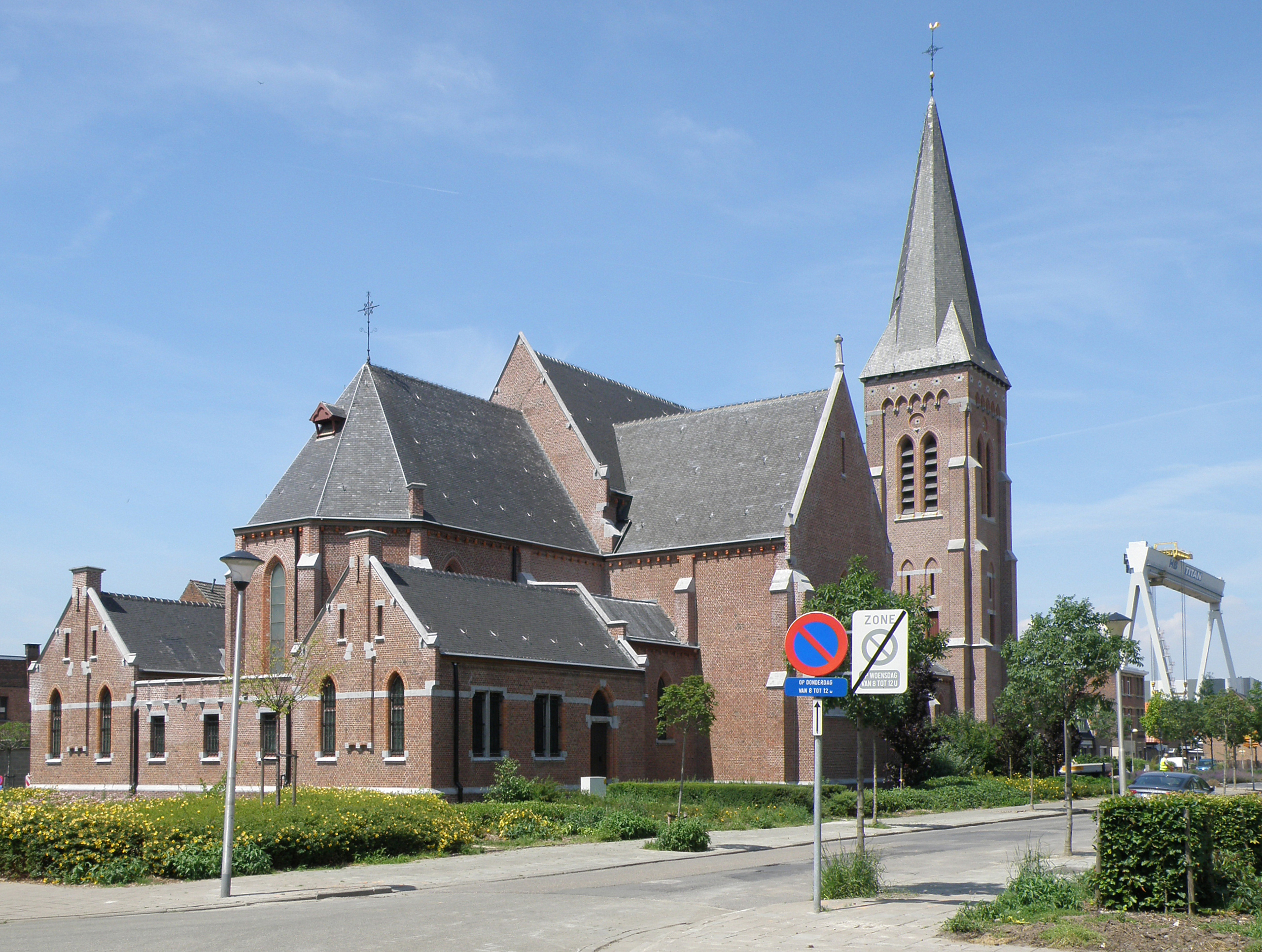
De Sint-Jozefskerk in de Moretuswijk

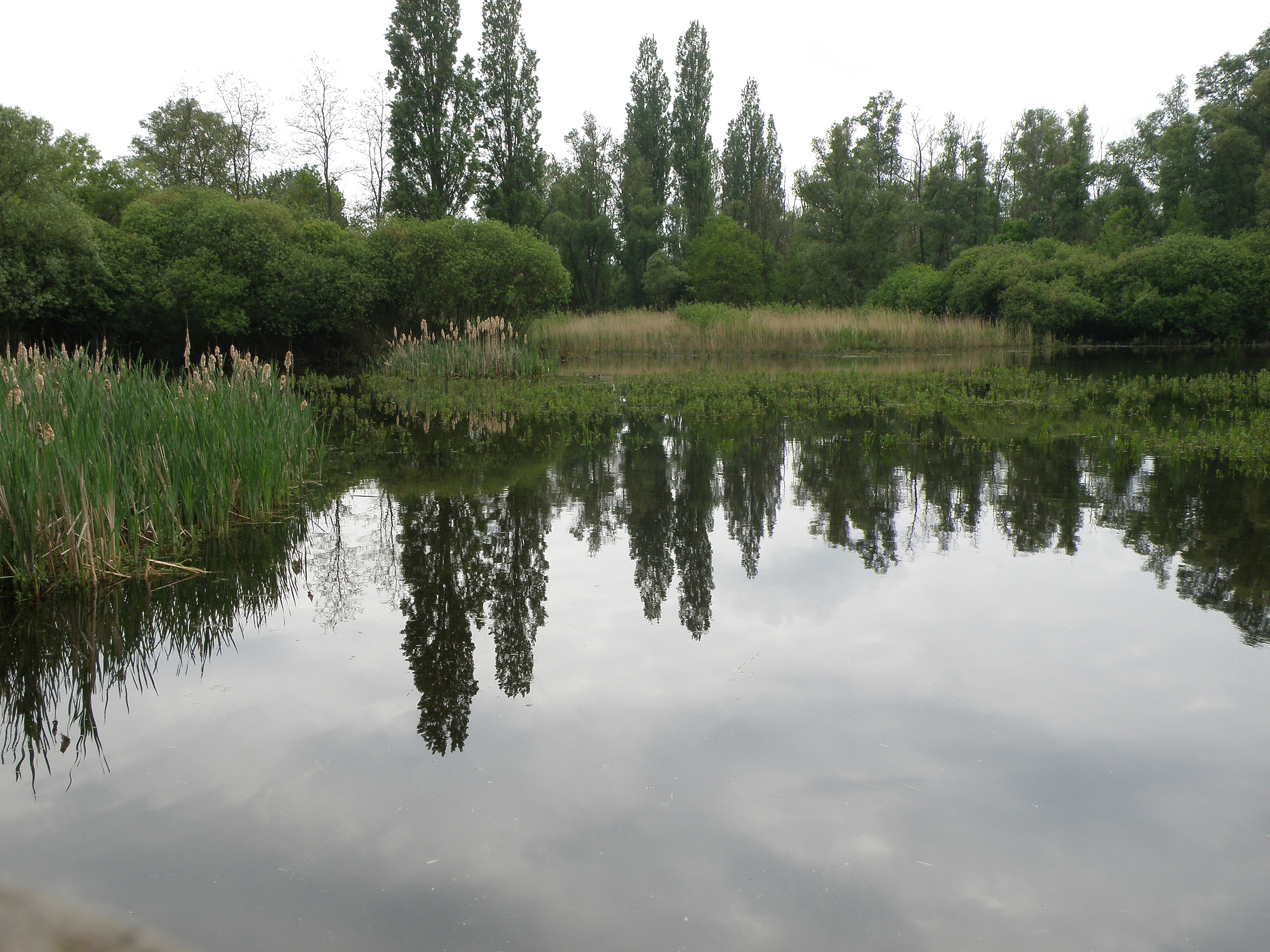
Natuurgebied Hobokense Polder

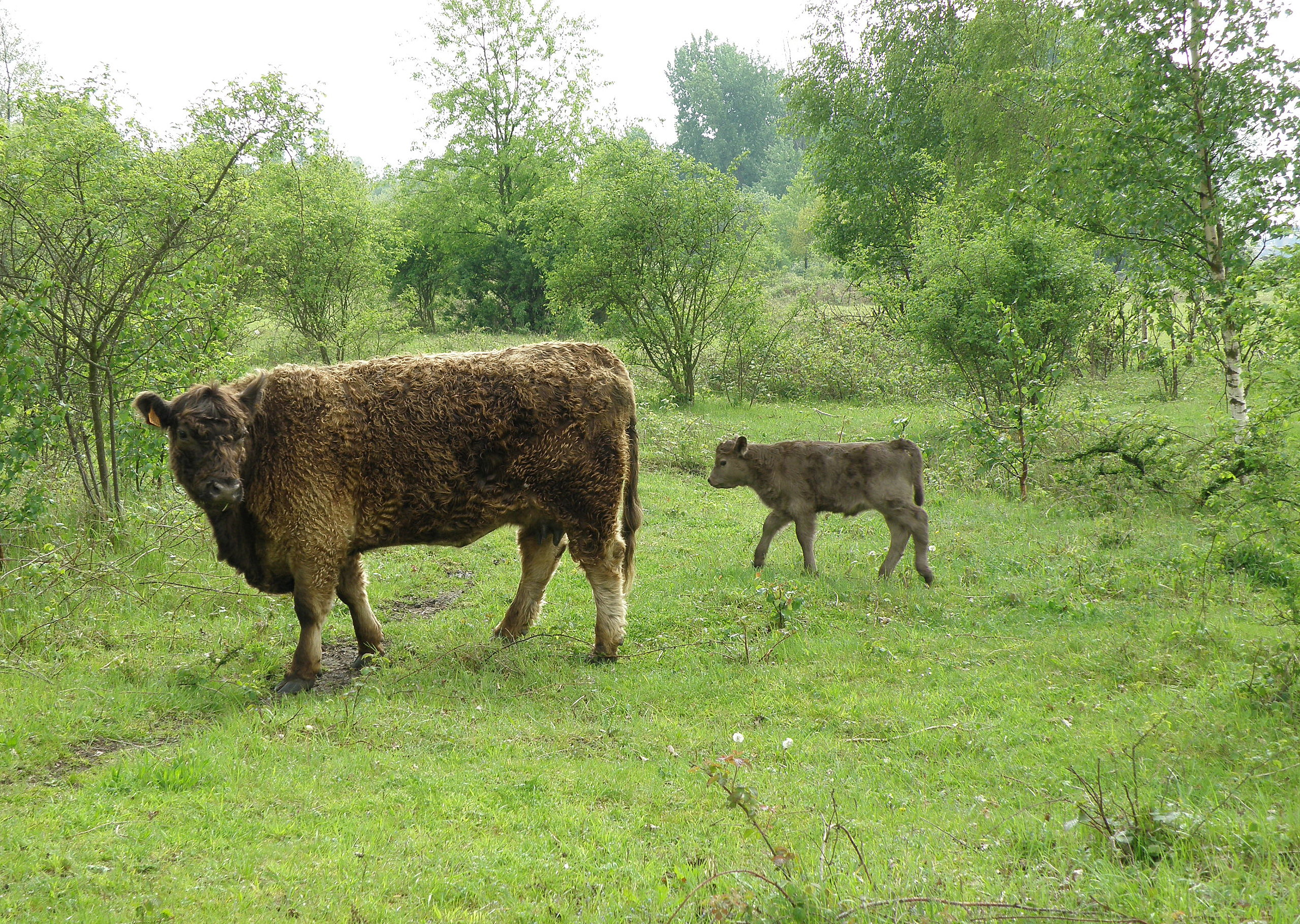
Galloway-runderen in natuurgebied Hobokense Polder

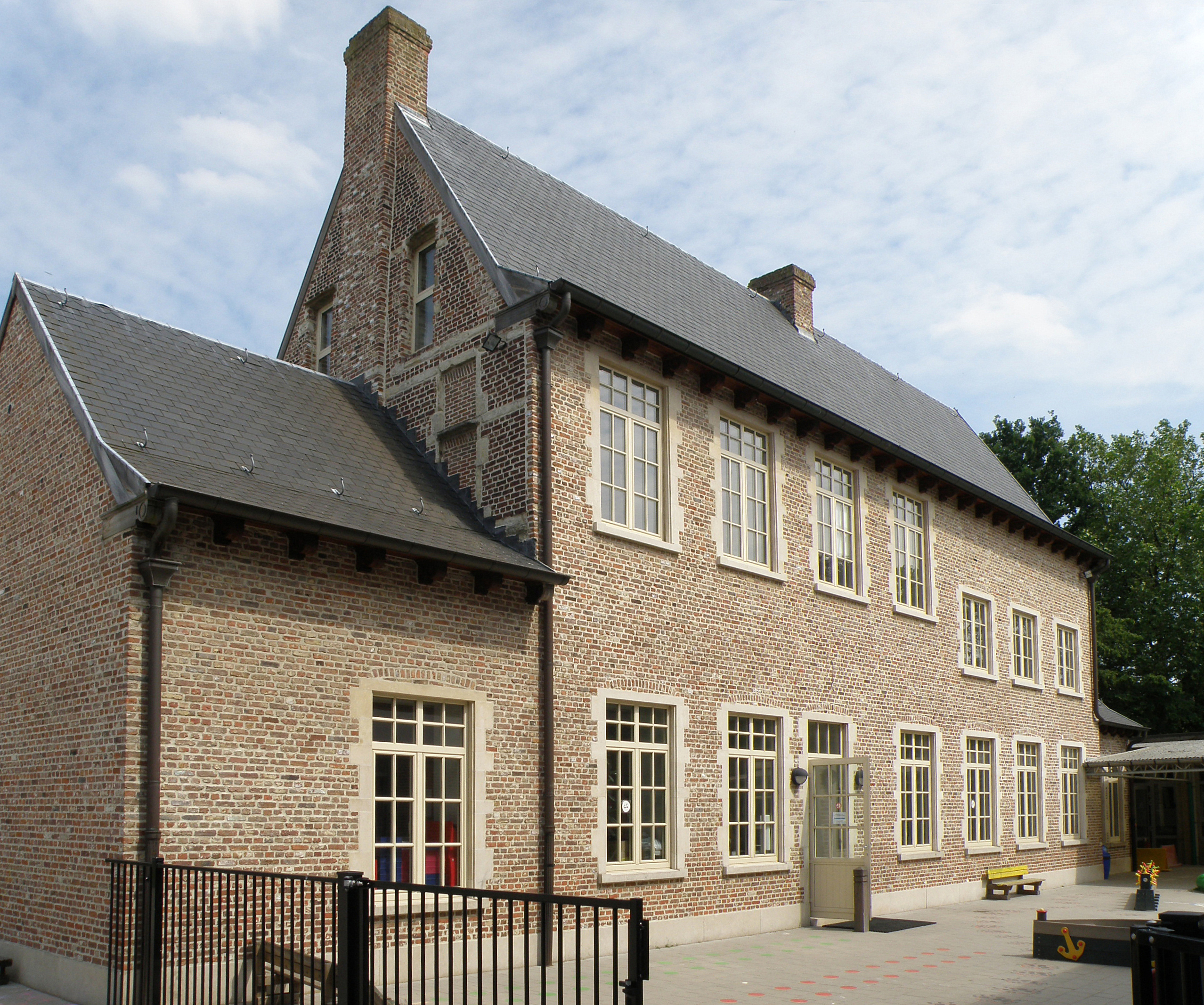
Spaans Huis, aan de Kioskplaats, thans kleuterafdeling Sint-Agnesinstituut

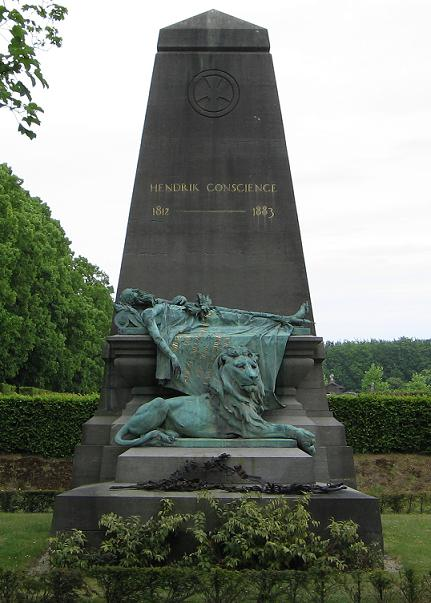
Graf van Hendrik Conscience in het Schoonselhof

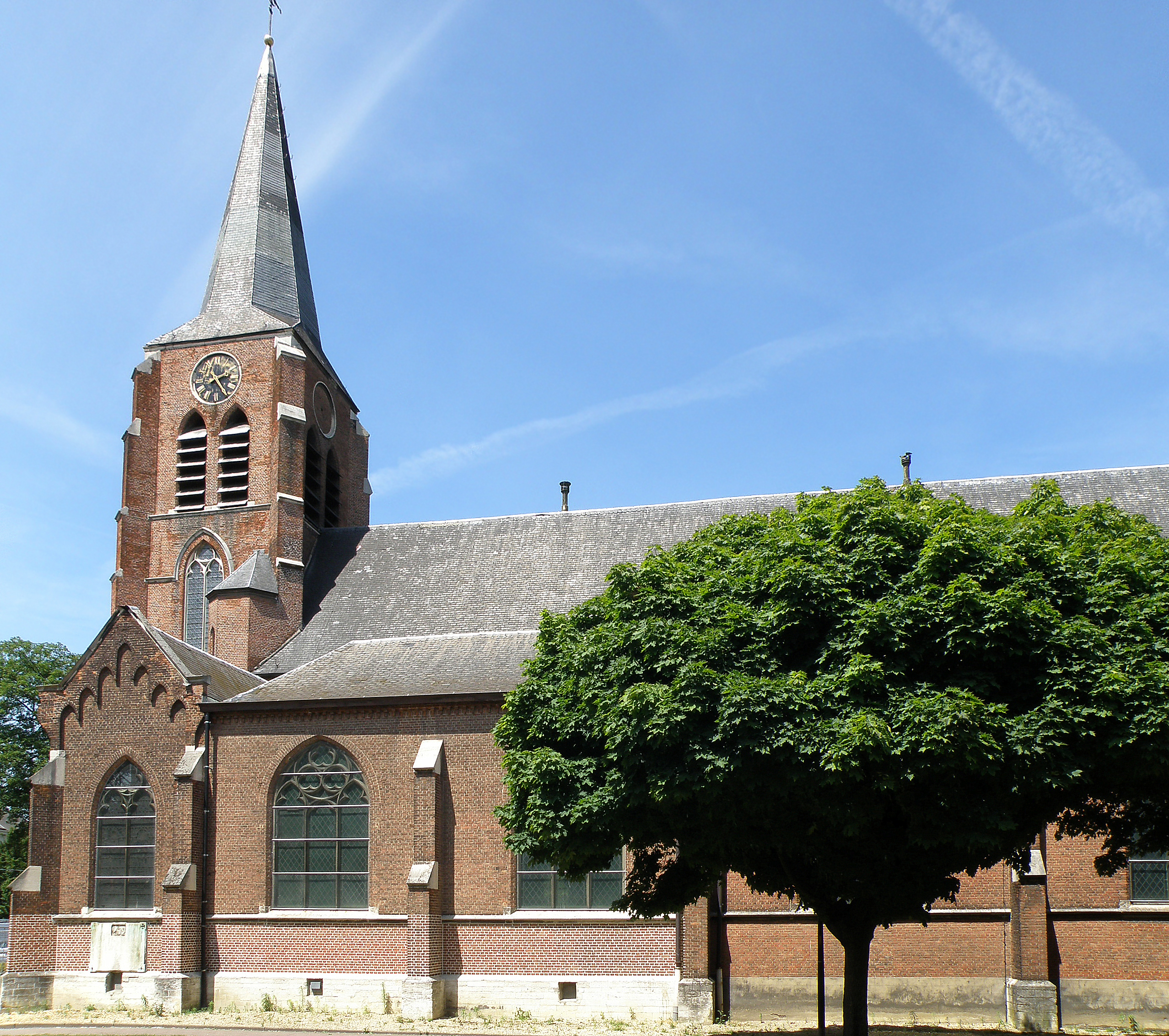
Onze-Lieve-Vrouw Geboortekerk

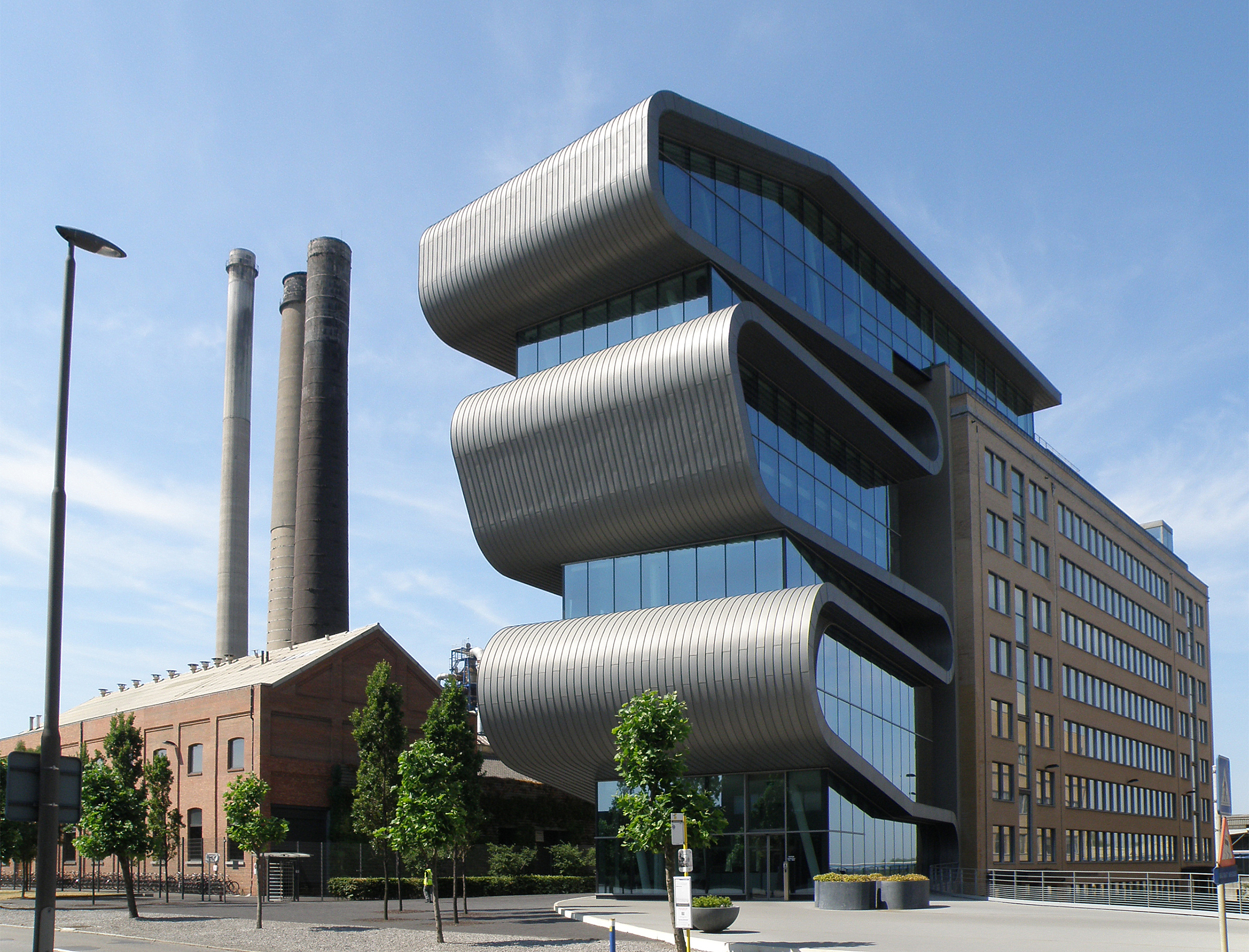
Umicore

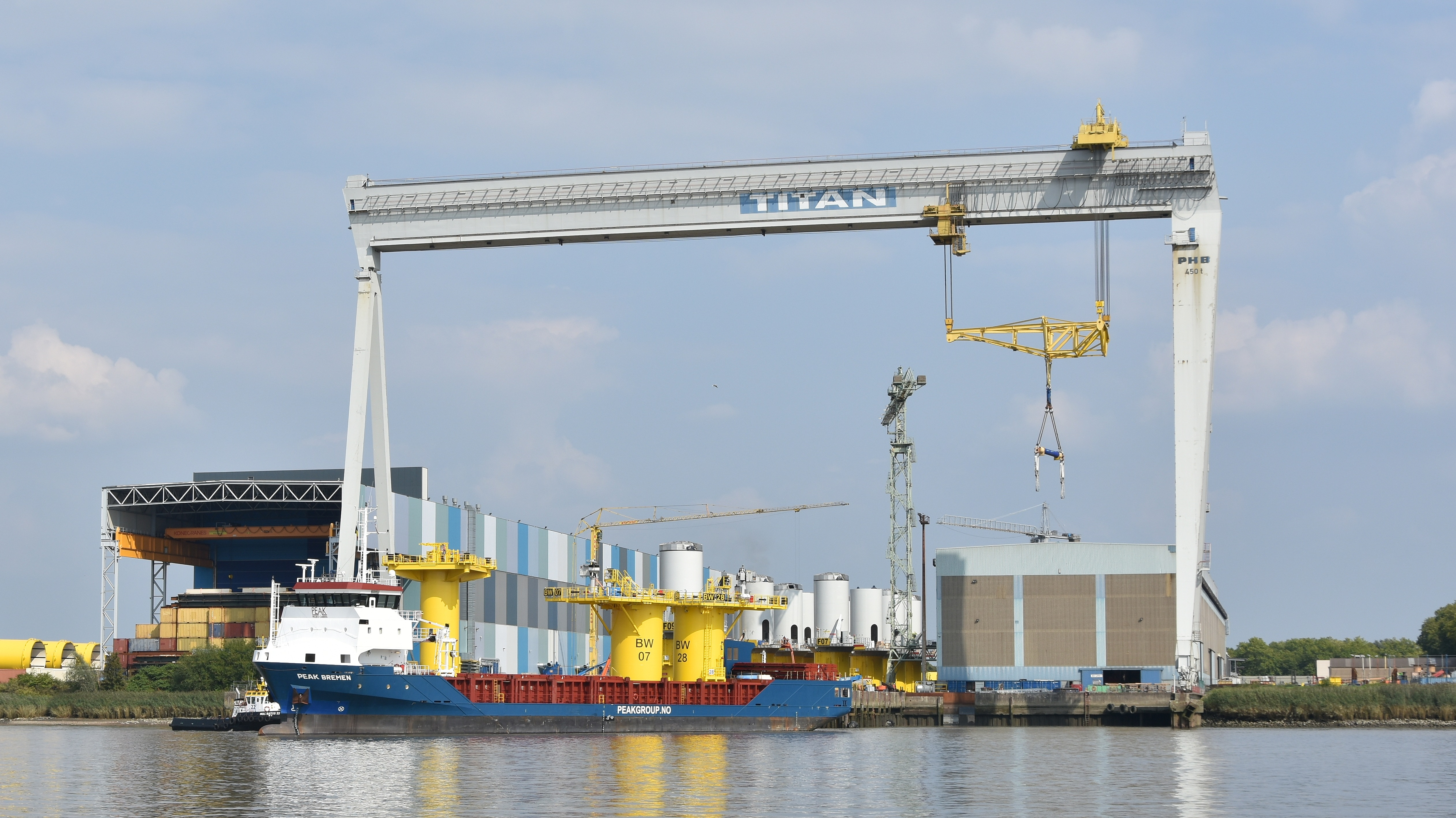
De voormalige Cockerill Yards met de Titankraan

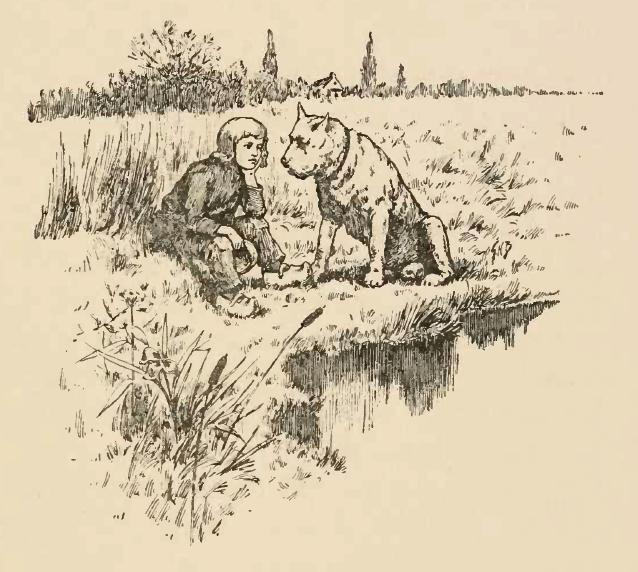
Nello & Patrasche uit "A Dog of Flanders" afgebeeld in een Amerikaanse uitgave van het boek uit 1891

Heilig KruisZeer bekend is het Wonderdadig Kruis van Hoboken, ook wel bekend als de Zwarte God, dat 800 jaar geleden tegen de stroom in aanspoelde in een inham van de Schelde. Het Kruis dankt zijn naam aan zijn zwarte kleur. Niemand slaagde erin het wit te verven. Toen bijna gans Hoboken én de Kruiskapel in 1584 afbrandde, bleef het Kruis, dat in het gewelf van de noorderbeuk was verborgen, onbeschadigd. Hoboken is met het Heilig Kruis een bedevaartsoord geworden.
SchoonselhofHet Schoonselhof is een grote Antwerpse begraafplaats. Het ligt door de Hollebeek gescheiden gedeeltelijk op Hobokens, gedeeltelijk op Wilrijks grondgebied. Het Schoonselhof kreeg zijn naam naar het Hobokense gehucht Schoonsel(e).
Hobokense PolderDe Hobokense Polder is een natuurreservaat van 170 ha: het stuk Hoboken tussen de spoorlijn en de Schelde met uitzondering van het industriegebied en de wijken Polderstad, Hertogvelden en Moretusburg.
Fort 8Fort 8 neemt haast de volledige zuidelijke kant van Hoboken in beslag. Het is een onderdeel van de Brialmontgordel.
Nello en PatrascheDe weesjongen Nello (een verkleinvorm van Corneel) en de trekhond Patrasche vormen samen de twee hoofdpersonages in A Dog of Flanders, een roman van Ouida (pseudoniem van Marie Louise de la Ramée) die herhaaldelijk werd verfilmd. Het verhaal is razend populair in Japan, terwijl het in Vlaanderen weinig bekend is. Er staat een beeldje van Nello en Patrasche in de Kapelstraat. 
Een plaatselijke brouwerij "De Arend" brouwt naar de twee vernoemde helden zowel een licht (Nello Blond) als een donker (Patrasche) bier die internationaal, vooral in Japan, een grote afzet van enkele tienduizend liter per jaar hebben.
Tevens is naar de weesjongen het Café Nello, Kioskplaats 32, en naar de hond het restaurant Patrasche, Kioskplaats 54, genoemd.
SorghvliedtSorghvliedt is een kasteel dat thans dienst als districtshuis van Hoboken. Het bevindt zich in het park Sorghvliedt. Het werd in 1745 herbouwd door Jan Pieter van Baurscheit de Jonge, een architect die ook het Koninklijk Paleis van Antwerpen heeft ontworpen. In het park van Sorghvliedt vindt de jaarlijkse editie van Sjwilie Rock plaats.
BroydenborgKasteel gelegen tussen de Broydenborglaan en het park Broydenborg. Het is in eigendom van de Stad Antwerpen.
MeerlenhofHet Meerlenhof is een lichtjes vervallen kasteel gelegen aan de Meerlenhoflaan. Recentelijk waren er vergevorderde plannen om het park te verkavelen. Na verzet van de bewoners gaat uiteindelijk Umicore het gebouw restaureren.
CockerillhofHet Cockerillhof, de voormalige directeurswoning van de nu verdwenen scheepswerf Cockerill Yards, was ooit een charmante villa gelegen aan de Kapelstraat, vlak voor de spoorlijn. Na een lange tijd van verwaarlozing en verval, is er in 2012 een nieuwe bestemming aan toegewezen. De oude villa wordt gerenoveerd en zal twee woningen omvatten met een collectieve tuin. Het hier aangelegen bestaand buurtpark blijft behouden.
GravenhofKasteel Gravenhof, gebouwd in 1897, ligt in het gelijknamige park, op de hoek van de Lambrechtsstraat en de Louisalei. Voorheen deed het dienst als politiebureel, tot het in 1999 gedeeltelijk uitbrandde. Na lange leegstand, werd het tussen najaar 2013 en eind 2015 volledig gerenoveerd en omgevormd tot een cultuurcentrum. Het omliggend park werd eind 2017, begin 2018 heraangelegd
BlikfabriekDe Blikfabriek is een actieve en sociale plaats in de vroegere Crown-fabriek. 30.000 leegstaande vierkante meter is getransformeerd tot een innovatief centrum voor jonge ondernemende mensen, een broedplaats vol creativiteit en een lokaal nest met ruimte voor eten, drinken, werken, buurtinitiatief, cultuur en sport.

## Religie en levensbeschouwing
Hoboken telt vandaag vier katholieke parochies:
- De Onze-Lieve-Vrouw-Geboortekerk: de grootste en eveneens de oudste parochie, die het centrum van Hoboken, de Vinkeveldenwijk en Polderstad omvat. Ze bestaat reeds sinds 1135 en haar kerkgebouw is gelegen aan de Kioskplaats. Haar huidige uitzicht kreeg ze in de 19e eeuw (toen is tevens de pastorij gebouwd).
- De Heilig Hartkerk: gesticht in 1902; zij omvat het noordoosten van Hoboken. Het kerkgebouw, gelegen in het oosten van Hoboken in de Krugerstraat, werd gebouwd om te voldoen aan het toenemende aantal gelovigen in Hoboken en werd voltooid in 1912.
- De Sint-Jozefskerk: voor de wijk Moretusburg en Hertogvelden. De kerk werd ingewijd in 1913.
- De Heilige-Familiekerk: opgericht in 1944. Deze parochie beslaat het zuidoosten van Hoboken. Het kerkgebouw van de nieuwste parochie is gelegen aan de school Don Bosco en werd plechtig ingewijd in 1969.

De grens tussen de parochies Onze-Lieve-Vrouw Geboorte en Sint-Jozef wordt gevormd door de spoorweg Antwerpen-Puurs, met de uitzondering van Polderstad, dat tot de parochie Onze-Lieve-Vrouw Geboorte behoort, hoewel het ten westen van de spoorweg ligt.
De grens tussen de parochies Onze-Lieve-Vrouw Geboorte enerzijds en Heilige Familie en Heilig Hart anderzijds verloopt dan weer grilliger, en wordt ongeveer gevormd door de Broydenborglaan, de Heidestraat, de Draaiboomstraat, de Mauroystraat en de Victor Dupontstraat.
De grens tussen de parochies Heilige Familie en Heilig Hart wordt gevormd door de Aartselaarstraat; deze behoort nog tot de Heilig Hartparochie (met uitzondering van het begin van deze straat, die tot de parochie Onze-Lieve-Vrouw Geboorte behoort). Wat ten noorden van deze straat ligt, behoort tot Heilig Hart, wat ten zuiden ligt, tot Heilige Familie.

## Natuur en landschap
Hoboken ligt aan de Schelde met nabij deze rivier een poldergebied, waarbij de Hobokense Polder een natuurgebied is. Verder is langs de Schelde veel industrie te vinden. Hoboken is sterk verstedelijkt, behorend tot de Antwerpse agglomeratie. Het Park Sorghvliedt is een groenzone.

## Mobiliteit

### Openbaar vervoer
Hoboken heeft een degelijke verbinding met het stadscentrum van Antwerpen met tram 2, 4, en 10 en met bus 13, 14, 290, 291 en 295. Verder bus 33 tot in Ekeren via de randdistricten van Antwerpen.
Rond de vorige eeuwwisseling waren er in Hoboken drie spoorwegstations in gebruik. In 1915 werd het eerste station gesloten, Station Fort 8. De twee anderen (beide op spoorlijn 52) sloten in 1984: zowel het station Hoboken aan de Kapelstraat als het station Hoboken-Polder aan de Berkenrodelei. Het laatste station heropende in 1988 en is thans nog in gebruik.

### Wegennet
Op de Sint-Bernardsesteenweg na kent Hoboken geen grote invalswegen.

### Waterwegen
Het motorveer "Pieter Bruegel" is een fiets-/voetveer over de Zeeschelde die Kruibeke met Hoboken verbindt.

## Vervuiling
In Hoboken bevindt zich een fabriek van Umicore, het vroegere Union Minière, dat zijn oorsprong kende in Metallurgie Hoboken. Deze was verantwoordelijk voor milieuverontreiniging door zware metalen, voornamelijk lood, in de omgeving. In de wijk Moretusburg, die aan het bedrijf grenst, werden hoge loodgehalten aangetroffen in de bodem en ook in het bloed van plaatselijke kinderen. Sinds begin jaren 80 worden de emissies van Umicore Hoboken nauwkeurig opgevolgd zoals voorzien in de wetgeving volgens VLAREM II en wordt er een continue daling van lood, cadmium, zwaveldioxide enz. gemeten. In 2006 werd aangevangen met de bodemsanering van de wijk Moretusburg, die heden bijna voltooid is.

## Bekende Hobokenaren
- Caroline Bastiaens, politica (CD&V)
- Fred Bekky (1944-2025), zanger, componist en muziekproducent (The Pebbles)
- Jan Bosmans, arts en auteur
- Mie Branders, arts en politica (PVDA)
- Victor Campenaerts, wielrenner
- Augustin De Bruyne, politicus en syndicalist
- Victor De Bruyne (1900-1999), burgemeester en politicus
- Ritchie De Laet, profvoetballer
- Anke De Mondt, basketbalspeelster
- Dirk Denoyelle, cabaretier, kunstenaar
- Guy De Pré, hoofdproducer VRT-radio en presentator
- Raymond Derine, politicus en voorzitter van het Davidsfonds
- Katrien De Ruysscher, actrice
- Leen van Dijck, voormalig directrice van het Letterenhuis te Antwerpen
- Kris Merckx, arts en politicus (PVDA)
- Gravity Noir, Patrick Knight (1965), zanger, componist, muziekproducent en regisseur
- Axl Peleman, musicus
- Sven Pichal, radiopresentator
- Gil Ricardo (1941), Belgisch goochelaar
- Marc Schaessens, voetballer
- Lowieke Staal, cabaretier
- Alice Toen, actrice
- Jorn Vancamp, voetballer
- Gil vander Heyden, auteur
- Kurt Van Eeghem, tv- en radiopresentator (Klara)
- Paul Vangenechten, voetballer
- Terry Van Ginderen, presentatrice
- Jef Van Linden, wielrenner
- Britt Van Marsenille, presentatrice
- Paul Vekemans, politicus
- Louis Vermoelen, politicus
- Kristof Waterschoot, politicus (CD&V)

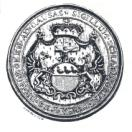
Gemeentezegel, men merke hier het H. Kruis op.

- Jos Wijninckx, politicus (sp.a)

## Nabijgelegen kernen
Antwerpen, Kruibeke (veer), Hemiksem, Wilrijk